# Salvador Rivas Martínez
Salvador Rivas Martínez (Madrid, 16 luglio 1935 – Pozuelo de Alarcón, 27 agosto 2020) è stato un botanico, alpinista e insegnante spagnolo.
Membro della Reale Accademia di scienze esatte, fisiche e naturali, era figlio di Salvador Rivas Goday, botanico e medico.

## Biografia
Laureato in farmacia nel 1961 e in scienze biologiche, nel 1967, è stato professore di botanica nella Facoltà di farmacia dell'Università di Barcellona. Inoltre è stato presidente della Commissione di ecologia e conservazione della natura e direttore del Reale Giardino Botanico di Madrid. Salvador Rivas è stato vicerettore dell'Università Complutense di Madrid.
È stato professore e direttore del Dipartimento di biologia vegetale II dell'Università complutense di Madrid, nella Facoltà di farmacia. È stato membro della Commissione di esperti europei del Consiglio d'Europa sulla cartografia della vegetazione, della flora endemica, dell'erica e degli ecosistemi costieri, oltre che capo della Società spagnola di ecologia e biogeografia e componente della Commissione di esperti europei del Consiglio d'Europa sulla conservazione delle risorse biologiche. Fu direttore del progetto di studi degli ecosistemi della Puna andina, e vicepresidente dell'Associazione internazionale di fitosociologia.
Alpinista dall'età di 12 anni, praticò questa attività durante tutta la sua vita. Negli anni 1960 fu membro della prima spedizione spagnola ai grandi picchi del pianeta, come le Ande peruviane, nel 1961, scalando l'Huascarán (luogo dove morì uno dei suoi compagni, Pedro Acuña), e più di 20 vette mai scalate. Fece parte della spedizione castigliana al Caucaso, nel 1968, con César Pérez di Tudela e Carlo Soria Fontán, raggiungendo il lato nord dell'Ushba. Nel 1970 conquistò, insieme a Carlo Soria Fontán, Antonio Muñoz Repiso e altri compagni, la vetta del McKinley in Alaska. Nel 1973 e 1975 fu uno dei componenti della spedizione che scalò il primo ottomila per la Spagna, il Manaslu. Giunse alla sommità con Gerardo Blázquez, Jerónimo López e lo sherpa Sonang. 
È stato premio nazionale della Società Geografica Spagnola (2013).

## Alcune pubblicazioni
- “Aportaciones a la fitosociología hispánica” (1955)
- “Die Pflanzen-gesellschaften des Ausendeichslandes von Neuwer” (1957)
- “Acerca de la Ammophiletea del Este y Sur de España” (1958)
- "Estudio agrobiológico de la provincia de Sevilla, memoria y mapa de vegetación” (1962)
- “El dinamismo de los majadales silíceos extremeños” (1963)
- “Une espèce nouvelle d’Asplenium d’Espagne” (1967)
- “Notas sobre el género Marsilea en España” (1969)
- “Notas sobre la flora de la Cordillera Central” (1971)
- “La vegetación de la clase Quercetea ilicis en España y Portugal” (1974)
- “De plantis hispaniae, notulae, systematicae, chorologicae et ecologicae” (1976)
- “Observaciones syntaxonomiques sur quelques vegetations du Valais Suisse, Documents phytosociologiques” (1978)
- “Sobre la vegetación de la Serra da Estrela (Portugal)” (1981)
- “La erosión de los suelos de Andalucía: la cobertura vegetal y su importancia en los fenómenos erosivos” (1982)
- “Memoria del mapa de series de vegetación de España 1: 400.000”. 268 pp. ICONA. Ministerio de Agricultura, Pesca y Alimentación, Madrid. ISBN 84-85496-25-6 (1987)
- “El proyecto de cartografía e inventariación de los tipos de hábitats de la Directiva 92/43/CEE en España” (1993).
- “Sintaxonomical checklist of vascular plant communities of Spain and Portugal to association level”. Itinera Geobotanica 14: 5-341 (2001). Con Federico Fernández González, Javier Loidi Arregui, Mário Fernandes Lousã, Ángel Penas Merino.
- “Vascular plant communities of Spain and Portugal: addenda to the syntaxonomical checklist of 2001. Part 1”. Itinera Geobotanica 15(1): 5-432 (2002). Con Tomás Emilio Díaz González, Federico Fernández González, Jesús Izco Sevillano, Javier Loidi Arregui, Mário Fernandes Lousã, Ángel Penas Merino.
- “Vascular plant communities of Spain and Portugal: addenda to the syntaxonomical checklist of 2001. Part 2”. Itinera Geobotanica 15(2): 433-922 (2002). Con Tomás Emilio Díaz González, Federico Fernández González, Jesús Izco Sevillano, Javier Loidi Arregui, Mário Fernandes Lousã, Ángel Penas Merino.
- “Mapa de series, geoseries y geopermaseries de vegetación de España: Memoria del mapa de vegetación potencial de España. Parte I”. Itinera Geobotanica 17: 5-436 (2007).
- “Mapa de series, geoseries y geopermaseries de vegetación de España: Memoria del mapa de vegetación potencial de España. Parte II (1)”. Itinera Geobotanica 18(1): 5-424 (2011).
- “Mapa de series, geoseries y geopermaseries de vegetación de España: Memoria del mapa de vegetación potencial de España. Parte II (2)”. Itinera Geobotanica 18(2): 425-800 (2011).
- “Worldwide bioclimatic classification system”. Global Geobotany 1: 1-638 (2011). Con Salvador Rivas Sáenz y Ángel Penas Merino.

## Scopritore

### Genere
- (Apiaceae) Rivasmartinezia Fern.Prieto & Cires[3]
- (Apiaceae) Rivasmartinezia vazquezii' Fern.Prieto & Cires[4]

### Specie
- (Amaryllidaceae) Narcissus rivasmartinezii Fern.Casas[5]
- (Fagaceae) Quercus rivasmartinezii (Capelo & J.C.Costa) Capelo & J.C.Costa[6]
- (Plumbaginaceae) Armeria rivasmartinezii Sard.Rosc. & Nieto Fel.[7]

### Subspecie
- (Pteridaceae) Cosentinia vellea Tod. nothosubsp. rivas-martinezii Amp.Castillo & Salvo[8]
- (Amaryllidaceae) Narcissus fernandesii Pedro var. rivas-martinezii (Fern.Casas) Fern.Casas[9]
- (Fagaceae) Quercus coccifera L. subsp. rivasmartinezii Capelo & J.C.Costa[10]
- (Poaceae) Festuca longifolia Hegetschw. subsp. rivas-martinezii Fuente & Ortúñez) cipolla, López Rodr. & Rivas Ponce[11]

| Rivas Mart. è l'abbreviazione standard utilizzata per le piante descritte da Salvador Rivas Martínez. Consulta l'elenco delle piante assegnate a questo autore dall'IPNI. |

- L'abbreviazione Rivas Mart. indica Salvador Rivas Martínez come autorità nella descrizione e classificazione scientifica dei vegetali.[12]